# 荷包状腹袋吸虫
荷包状腹袋吸虫（学名：Gastrothylax crumenifer）为腹袋科腹袋属的动物。分布于印度、斯里兰卡、台湾岛以及中国大陆的福建、浙江、江苏、贵州、云南、陕西等地，营寄生生活，终末宿主黄牛、水牛、犁牛、绵羊、山羊以及寄生于瘤胃。